# Windmotor Polder Folkertsma
De windmotor Polder Folkertsma of Windmotor Koudum is een poldermolen bij het Friese dorp Koudum, dat in de Nederlandse gemeente Súdwest-Fryslân ligt.
De molen is een niet-maalvaardige Amerikaanse windmotor, die vóór 1929 is gebouwd. De molen staat enkele honderden meters ten noordoosten van het dorp in de polder De Samenvoeging. De windmotor verkeerde in 2008 in zeer slechte staat.